# Dorris Bowdon
Dorris Bowdon (Coldwater, 27 dicembre 1914 – Los Angeles, 9 agosto 2005) è stata un'attrice statunitense, famosa per il ruolo di Rosasharn in Furore (1940).

## Biografia
Dorris Bowdon, una dei sette figli di Estelle e James Bowdon, nacque nel Mississippi e fu scoperta da un agente della 20th Century Fox dopo aver vinto il premio Miss Memphis nel 1937. A Hollywood conobbe il regista e sceneggiatore Nunnally Johnson, con il quale fu sposata dal 1939 fino alla sua morte nel 1977. Ebbero tre figli. Durante la sua breve carriera cinematografica, Dorris Bowdon apparve in soli sette film, di cui tre diretti da John Ford. Il suo ruolo più importante fu quello di Rosasharn in Furore, l'adattamento cinematografico del famoso romanzo di John Steinbeck.
Si ritirò dalla professione nel 1943, in coincidenza con la nascita del primo figlio. Morì a novant'anni nel 2005 a causa di un attacco cardiaco e fu cremata; una parte delle sue ceneri fu dispersa in mare, mentre l'altra parte fu deposta accanto a quelle del marito nel cimitero di Westwood a Los Angeles.

## Filmografia
- Always Goodbye, regia di Sidney Lanfield (1938)
- Down on the Farm, regia di Malcolm St. Clair (1938)
- Alba di gloria (Young Mr. Lincoln), regia di John Ford (1939)
- La più grande avventura (Drums Along the Mohawk), regia di John Ford (1939)
- Furore (The Grapes of Wrath), regia di John Ford (1940)
- Jennie, regia di David Burton (1940)
- La luna è tramontata (The Moon Is Down), regia di Irving Pichel (1943)